# 黄善春
黄善春（1957年4月—），男，漢族，廣西北流人。中国人民解放军少将。
歷任军区英德军械仓库政治处书记兼保密员、干事、后勤21分部政治部组织科干事、广州军区后勤部441仓库勤务连战士。
后任中國人民解放軍廣東省军区政治委员、广东省委常委、少將。